# Anny Wothe
Anny Auguste Elise Wothe, född den 30 januari 1858 i Berlin, död den 30 juli 1919 i Leipzig, var en tysk författarinna. Hon gifte sig 1885 med förläggaren Adolf Mahn.
Anny Wothe uppsatte 1887 tidskriften Von Haus zu Haus och skrev ett 50-tal nöjesromaner, av vilka mer än 30 översattes till svenska.